# Баварский географ
«Баварский географ» (лат. Descriptio civitatum et regionum ad septentrionalem plagam Danubii — «Описание городов и областей к северу от Дуная») — список народов и племён, преимущественно славянского происхождения, населявших в IX веке области восточнее Франкского государства.
Документ на двух листах был обнаружен в 1722 году в Баварской государственной библиотеке (Мюнхен), где и хранится в настоящее время. Это приписка в конце рукописи, содержащей трактат о геометрии Боэция. Баварский герцог приобрёл его в 1571 году вместе с архивом антиквара Германа Шеделя (1410-85). В научный оборот его ввёл французский посол в Мюнхене граф Луи Габриэль дю Бюа-Нансе, опубликовавший в середине XVIII века перевод памятника на французский язык. Название «Баварский географ», по месту находки, дал документу польский писатель и учёный Ян Потоцкий в 1796 году. В российской историографии текст памятника был впервые использован Н. М. Карамзиным (по переводу дю Бюа).
Историческое значение списка состоит в том, что он даёт некоторое представление о местонахождении европейских народов или самом их существовании в первой половине IX века. С этой точки зрения большую ценность представляет сообщение о расположенном по соседству с хазарами (Кациры — Caziri) племени Руцци (Ruzzi), в котором видят народ русь.

## Дата составления списка
| Историк         | Дата                        |
| --------------- | --------------------------- |
| П. Шафарик      | между 866—890 годами        |
| В. Фрице        | после 844 года              |
| Г. Ловмянский   | между 840—870 годами        |
| Л. Гавлик       | 817 год                     |
| М. Б. Свердлов  | между 840—870 годами        |
| Л. Дралле       | 795 год                     |
| В. Гюзелев      | 830—840 года                |
| П. Раткош       | между 833—890 годами        |
| Й. Херрман      | до 850 года                 |
| А. В. Назаренко | в начале 70-х годов IX века |

Упоминание в списке о том, что Швеция осеменена словом Христовым (Sueui non sunt nati, sed seminati) означает, что он составлен не ранее 829 года, когда св. Ансгар создал в Швеции первую христианскую общину при дворе короля Бьёрна из Хоги.
Около 850 года список был включён в состав более обширной рукописи, принадлежавшей монастырю Рейхенау на Боденском озере.
Следовательно, «Баварский географ» написан до 850 года.

## Орфография
В средневековой латыни буква u использовалась для обозначения как гласного звука /u/, так и согласного звука /v/. Если буква v вообще использовалась, то лишь в начале слова для обозначения как гласного звука /u/, так и согласного звука /v/. В «Баварском географе» буква v вообще не используется (например, в описании племени Bruzi, в начале слова undique отчётливо видна буква u).

## Содержание
Список составлен на латинском языке и называется «Descriptio ciuitatum et regionum ad septentrionalem plagam Danubii», что означает «Описание городов и областей к северу от Дуная». Заглавие относится к первой части списка, где перечисляются славянские племена IX века на восточной границе Франкской империи; как правило, все эти названия надёжно идентифицируются. Во второй части списка перечисляются племена за пределами восточных соседей франков, и здесь отождествление большинства названий представляет серьёзные трудности.
Первая часть названий «Баварского географа» следует с севера на юг, от Любецкого лимана к Дунаю. Племена приведены здесь в двух параллельных рядах:
В списке указывается также количество «городов» многих из племён. Сокращённое содержание списка с перечислением племён на латинском:

(1) Те, которые ближе всего сидят к пределам данов, зовутся Nortabtrezi.

(2) Vuilci. 

(3) Linaa. 

(4-6) Неподалёку от них сидят те, которые зовутся Bethenici, Smeldingon, Morizani. 

(7) рядом с ними сидят те, которые зовутся Hehfeldi. 

(8) рядом с ними лежит область, которая зовётся Surbi. 

(9) рядом с ними — те, которые зовутся Talaminzi. 

(10) Betheimare. 

(11) Marharii. 

(12) Vulgarii. 

(13) Merehanos. Это области, которые граничат с нашими землями (франкскими).
Вот те, которые живут рядом с их пределами.

(14) Osterabtrezi.

(15) Miloxi.

(16) Phesnuzi.

(17) Thadesi.

(18) Glopeani.

(19) Zuireani.

(20) Busani.

(21) Sittici.

(22) Stadici.

(23) Sebbirozi.

(24) Vnlizi.

(25) Neriuani.

(26) Attorozi.

(27) Eptaradici.

(28) Vuillerozi.

(29) Zabrozi.

(30) Znetalici.

(31) Aturezani.

(32) Chozirozi.

(33) Lendizi.

(34) Thafnezi.

(35) Zeriuani, у которых одних есть королевство и от которых все племена славян, как они утверждают, происходят и ведут свой род.

(36) Prissani.

(37) Velunzani.

(38) Bruzi.

(39) Vuizunbeire.

(40) Caziri.

(41) Ruzzi.

(42) Forsderen.

(43) Liudi.

(44) Fresiti.

(45) Serauici.

(46) Lucolane.

(47) Vngare.

(48) Vuislane.

(49) Sleenzane.

(50) Lunsizi.

(51) Dadosesani.

(52) Milzane.

(53) Besunzane.

(54) Verizane.

(55) Fraganeo.

(56) Lupiglaa.

(57) Opolini.

(58) Golensizi.

## Упоминание народа русь
В тексте названы Кациры (хазары) с их 100 городами, Руцци (Ruzzi — русь), неясные славянские племена — Форсдерен лиуды, Фреситы, Серавицы, Луколане; затем — Унгаре (этникон, обозначающий венгров, дан в славянизированной передаче), Висляне — польское племя в бассейне Вислы — и другие западные славянские племена. Народ Руцци, по мнению А. В. Назаренко, отражает какое-то этническое или политическое образование под названием «русь», по мнению В. Я. Петрухина — народ русь, являвшийся скандинавами. Учёные датируют «Баварский географ» периодом между 829 и 850 годами, некоторые исследователи — второй половиной IX века. Эти датировки согласуются с данными о присутствии скандинавов в Восточной Европе. Если источник был написан во второй половине IX века, он может отражать соседство хазар с русью, которая уже захватила Киев.